# Rock and Pop Se Ve
Rock and Pop Se Ve (anteriormente chamado Vivra) foi um canal de televisão temático argentino que transmitia a partir de Buenos Aires, exclusivamente no canal 24.02 da televisão digital aberta. A programação era composta de videoclipes musicais e concertos ao vivo, principalmente dos gêneros rock e pop, difundindo artistas tanto nacionais como internacionais.

## História
O canal pertencia ao Grupo Veintitrés dos empresários Sergio Szpolski e Matías Garfunkel. Iniciou suas transmissões em 1º de janeiro de 2011, pelo canal 27.2 de Buenos Aires junto a C5N, e era operado pelo Grupo Infobae pertencente a Daniel Hadad. Seu criador foi "Opy" Morais, gerente de conteúdos.
No fim de 2011 o canal já transmitia exclusivamente em sua última localização, o canal 24.02, ainda que durante muito tempo teve problemas técnicos que ocasionavam cortes de transmissão, congelamento e má qualidade de imagem. Estes inconvenientes foram solucionados no primeiro trimestre de 2012, coincidindo com uma renovação do logotipo e a imagem institucional.
Em 18 de novembro de 2015 Vivra foi substituído por Rock and Pop Se Ve, que voltou à televisão por assinatura como Rock & Pop TV de 2004 a 2008. Só se tratava de um rebranding e não tinha mudanças relevantes na programação musical.

Em 14 de julho de 2017 com uma reorganização de grade a nível nacional, o canal foi descontinuado, sendo ocupado pelo canal de notícias Canal 26.

## Logotipos

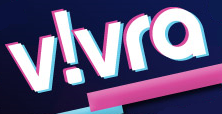
2010-2012
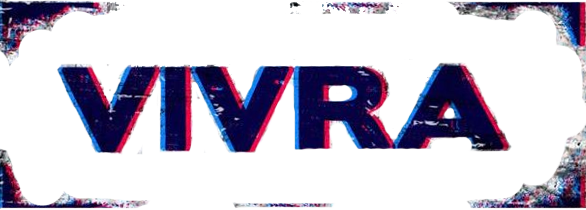
2013-2015
Último logo até 2017Último logo até 2017